# Danh sách thánh Kitô giáo
Đây là danh sách không đầy đủ của các Thánh Kitô giáo theo thứ tự chữ cái tên Kitô giáo. Hiện có khoảng hơn 10000 vị Thánh nhân.

## A
| Thánh                                        | Ngày sinh và nơi sinh                  | Công việc                                                                     | Ngày mất và nơi mất                                                | Ngày lễ kính                         | Anh giáo | Oriental Orthodox | Eastern Orthodox | Công giáo Rôma |
| -------------------------------------------- | -------------------------------------- | ----------------------------------------------------------------------------- | ------------------------------------------------------------------ | ------------------------------------ | -------- | ----------------- | ---------------- | -------------- |
| Aaron                                        | Quần đảo của Anh,có thể là Wales       | Ẩn sĩ,tu sĩ,trụ trì tại một tu viện trên đảo Cézembre                         | Lamballe,552                                                       | 22/6                                 |          |                   |                  | Có             |
| Aba                                          |                                        |                                                                               | Kaskhar,374                                                        | 16/5                                 |          |                   |                  |                |
| Abanoub                                      | Thế kỷ thứ IV,Nehisa,Ai Cập            |                                                                               | Tử đạo năm 12 tuổi,Alexandria,Ai Cập                               | 31/7                                 |          | Có                |                  |                |
| Abbán                                        | Ireland                                |                                                                               | 520?,bị cáo buộc cùng với chị em gái Gobnait,chôn tại Ballyvourney | 16/3 và 27/10                        |          |                   |                  | Có             |
| Abbo                                         | 945,Orléans                            | Tu sĩ,trụ trì ở tu viện Fleury                                                | 13/11/1004                                                         | 13/11                                |          |                   |                  | Có             |
| Abdas                                        | Thế kỷ thứ IV,Chaldor,Ba Tư            | Giám mục ở Susa,Iran                                                          | 5th century                                                        | 5/9 hay 16/5                         |          |                   |                  |                |
| Abdecalas                                    | Thế kỷ thứ III                         | Mục sư,sau là giám mục ở Kaskhar,Susa                                         | 345                                                                | 21/4                                 |          |                   |                  |                |
| Abdon                                        | Thế kỷ thứ III,Ba Tư                   |                                                                               | 250?,Rome,chôn 30/7                                                | 30/7                                 |          |                   |                  |                |
| Abel                                         | Có thể là Anh                          | Trụ trì ở Lobbes và Phó giám mục ở Reims,Francia                              | 764                                                                | 5/8                                  |          |                   |                  |                |
| Abo                                          | Thế kỷ VIII,Baghdad,Iraq               | Thánh đỡ đầu của Tbillisi                                                     | 6/1/786 Tbilisi, Georgia                                           | 8/1                                  |          |                   | Có               |                |
| Abraham thành Cyrrhus                        | Cyrrhus, Syria                         | Ẩn sĩ và giám mục của Harran                                                  | Constantinople, 422                                                | 14/2                                 |          |                   |                  |                |
| Abraham thành Rostov                         | Thế kỷ X,Galich,Nga                    | Tu sĩ ở Rostov                                                                | Khoảng từ 1073 đến 1077 Rostov, Russia                             | 29/10                                |          |                   | Có               |                |
| Abraham thành Smolensk                       | Smolensk,Nga                           | Tu sĩ ở Smolensk                                                              | 1221,Smolensk,Nga                                                  | 21/8                                 |          |                   | Có               |                |
| Abraham kẻ khốn cùng                         | Thế kỷ thứ IV,Menuf,Ai Cập             | Ẩn sĩ                                                                         | 372                                                                | 27/10                                |          |                   |                  | Có             |
| Abraham đệ Nhất                              | 492,Kaskhar,Ba Tư                      | Y sĩ ở nhà thờ Assyria miền Đông                                              | 586,Ba Tư                                                          | Ngày thứ Sáu thứ sáu sau lễ Epiphany |          | Có                |                  |                |
| Abuna Aregawi                                | Thế kỷ thứ VI,Syria                    | Một trong chín vị Thánh ở nhà thờ Orthodox của người Ethiophia                | Thế kỷ thứ VI,có thể là Bắc Arab                                   |                                      |          |                   |                  |                |
| Abundius                                     | Đầu thế kỷ thứ VI,Thessalonica, Hi Lạp | Giám mục ở Como,bắc Ý                                                         | 469                                                                | 2/4                                  |          |                   |                  |                |
| Acacius                                      |                                        | Giám mục ở Amida, Mesopotamia                                                 | 425,Amida, Mesopotamia                                             | 9/4                                  |          |                   |                  | Có             |
| Acathius                                     |                                        | Giám mục ở Melitene                                                           | 251                                                                | 31/3                                 |          |                   | Có               |                |
| Acca                                         | 660,Northumbria                        | Trụ trìmGiám mục ở Hexham                                                     | 20/10,Khoảng 740 đến 742                                           | 20/10                                | Có       |                   |                  | Có             |
| Achilleus Kewanuka                           | 1869,Buganda, Uganda                   | Lục sự tại toàn án của vua Mwanga II                                          | 3/6/1886,Namugongo, Uganda                                         | 3/6                                  |          |                   |                  |                |
| Adalbert                                     | 956,Libice nad Cidlinou, Bohemia       | Giám mục ở Prague,nhà truyền giáo,thánh đỡ đầu của Bohemia, Poland và Hungary | 23/4/997,Truso (Elbląg, Poland), Prussia hay Kaliningrad Oblast    | 23/4                                 |          |                   |                  | Có             |
| Adalgott                                     | Thế kỷ XII                             | Tu sĩ ở tu viện Clairvaux,trụ trì ở Disentis và giám mục ở Chur               | 1165                                                               | 3/10                                 |          |                   |                  | Có             |
| Adamo Abate                                  | 990,Petazio,Ý                          | Trụ trì ở Benedictine                                                         | 3/5/khoảng 1060 đến 1070                                           | 3/6                                  |          |                   |                  | Có             |
| Addai                                        | Thế kỷ thứ nhất,Edessa,Syria           | Một trong 70 môn sinh của Jesus                                               | Thế kỷ thứ II                                                      | 5/8                                  |          | Có                | Có               | Có             |
| Adelaide thành Italy                         |                                        |                                                                               | 999                                                                |                                      |          |                   |                  | Có             |
| Adelaide, Abbess thành Vilich                |                                        |                                                                               | 1015                                                               |                                      |          |                   |                  | Có             |
| Adelin (Adelhelm) thành Séez                 |                                        |                                                                               | c910                                                               |                                      |          |                   |                  | Có             |
| Pope Adeodatus I                             |                                        |                                                                               | 618                                                                |                                      |          |                   | Có               | Có             |
| Adomnán                                      |                                        |                                                                               | 704                                                                |                                      |          |                   |                  | Có             |
| Adrian thành Nicomedia                       |                                        |                                                                               | ca. 306                                                            |                                      |          |                   | Có               | Có             |
| Pope Adrian III                              |                                        |                                                                               | 885                                                                |                                      |          |                   |                  | Có             |
| Aedesius thành Alexandria                    |                                        |                                                                               | trad. 306                                                          |                                      |          | Có                | Có               | Có             |
| Antonino Natoli da PAtti                     |                                        |                                                                               | 1539                                                               |                                      |          | Có                | Có               | Có             |
| Afan                                         |                                        |                                                                               | 6th century                                                        |                                      | Có       |                   | Có               | Có             |
| Afra                                         |                                        |                                                                               | 304                                                                |                                      |          |                   |                  | Có             |
| Agape (Charity or Love)                      |                                        |                                                                               | 2nd Cent.?                                                         |                                      |          | Có                | Có               | Có             |
| Pope Agapitus I                              |                                        |                                                                               | 536                                                                |                                      |          |                   | Có               | Có             |
| Agapetus thành Pechersk                      |                                        |                                                                               | 11th century                                                       |                                      |          |                   | Có               |                |
| Agatha xứ Sicilia                            |                                        |                                                                               | 251                                                                |                                      |          | Có                | Có               | Có             |
| Agathius                                     |                                        |                                                                               | 303                                                                |                                      |          |                   | Có               | Có             |
| Pope Agatho                                  |                                        |                                                                               | 681                                                                |                                      |          |                   | Có               | Có             |
| Agnes                                        |                                        |                                                                               | 304                                                                |                                      | Có       |                   | Có               | Có             |
| Agnes thành Assisi                           |                                        |                                                                               | 1253                                                               |                                      | Có       |                   | Có               | Có             |
| Agnes thành Bohemia                          |                                        |                                                                               | 1282                                                               |                                      |          |                   |                  | Có             |
| Aidan thành Lindisfarne                      |                                        |                                                                               | 651                                                                |                                      | Có       |                   | Có               | Có             |
| Alban                                        |                                        |                                                                               | 305                                                                |                                      | Có       |                   | Có               | Có             |
| Alban thành Mainz                            |                                        |                                                                               | 406                                                                |                                      |          |                   | Có               | Có             |
| Alberic                                      |                                        |                                                                               | 1108                                                               |                                      |          |                   |                  | Có             |
| Alberic thành Utrecht                        |                                        |                                                                               | 784                                                                |                                      |          |                   |                  | Có             |
| Alberta thành Agen                           |                                        |                                                                               | 296                                                                |                                      |          |                   |                  | Có             |
| Alberto Hurtado                              |                                        |                                                                               | 1952                                                               |                                      |          |                   |                  | Có             |
| Albertus Magnus                              |                                        |                                                                               | 1280                                                               |                                      |          |                   |                  | Có             |
| Alda                                         |                                        |                                                                               | ca. 1309                                                           |                                      |          |                   |                  | Có             |
| Alcuin                                       |                                        |                                                                               | 804                                                                |                                      | Có       |                   | Có               | Có             |
| Pope Alexander I                             |                                        |                                                                               | ca. 116                                                            |                                      |          | Có                | Có               | Có             |
| Alix của Hessen và Rhein                     |                                        |                                                                               | 1918                                                               |                                      |          |                   | Có               |                |
| Aleksey Nikolayevich của Nga                 |                                        |                                                                               | 1918                                                               |                                      |          |                   | Có               |                |
| Alexis Falconieri                            |                                        |                                                                               | 1310                                                               |                                      |          |                   |                  | Có             |
| Alexis thành Wilkes-Barre                    |                                        |                                                                               | 1909                                                               |                                      |          |                   | Có               |                |
| Alexius thành Rôma                           |                                        |                                                                               | 4th century                                                        |                                      |          |                   | Có               | Có             |
| Alfred Cả                                    |                                        |                                                                               | 899                                                                |                                      | Có       |                   | Có               | Có             |
| Alice                                        |                                        |                                                                               | 1622                                                               |                                      |          |                   |                  | Có             |
| Alypius the Stylite                          |                                        |                                                                               | 640                                                                |                                      | Có       |                   | Có               | Có             |
| Alipy thành the Caves                        |                                        |                                                                               | 11-12th centuries                                                  |                                      |          |                   | Có               |                |
| Aloysius Gonzaga                             |                                        |                                                                               | 1591                                                               |                                      |          |                   |                  | Có             |
| Alphege                                      |                                        |                                                                               | 1012                                                               |                                      | Có       |                   | Có               | Có             |
| Alphonsa Muttathupandathu                    |                                        |                                                                               | 1946                                                               |                                      |          |                   |                  | Có             |
| Ambrose                                      |                                        |                                                                               | 397                                                                |                                      | Có       | Có                | Có               | Có             |
| Amand                                        |                                        |                                                                               | 675                                                                |                                      |          |                   |                  | Có             |
| Amphilochius thành Pochayiv                  |                                        |                                                                               | 1971                                                               |                                      |          |                   | Có               |                |
| Pope Anacletus                               |                                        |                                                                               | ca. 88                                                             |                                      |          | Có                | Có               | Có             |
| Grand Duchess Anastasiya Nikolayevna của Nga |                                        |                                                                               | 1918                                                               |                                      |          |                   | Có               |                |
| Pope Anastasius I                            |                                        |                                                                               | 401                                                                |                                      |          | Có                | Có               | Có             |
| Anastasius Sinaita                           |                                        |                                                                               | post 700                                                           |                                      |          |                   | Có               | Có             |
| Anastasia thành Sirmium                      |                                        |                                                                               | 4th century                                                        |                                      |          |                   | Có               | Có             |
| Andrei the Iconographer                      |                                        |                                                                               | ca. 1430                                                           |                                      |          |                   | Có               |                |
| Anrê                                         |                                        |                                                                               | 1st Cent.                                                          |                                      | Có       | Có                | Có               | Có             |
| Andrew Bobola                                |                                        |                                                                               | 1657                                                               |                                      |          |                   |                  | Có             |
| Andrew thành Constantinopolis                |                                        |                                                                               | 936                                                                |                                      |          |                   | Có               |                |
| Andrew thành Crete                           |                                        |                                                                               | 8th century                                                        |                                      |          |                   | Có               | Có             |
| Anrê Dũng Lạc                                |                                        |                                                                               | 1839                                                               |                                      |          |                   |                  | Có             |
| Angela Merici                                |                                        |                                                                               | 1540                                                               |                                      |          |                   |                  | Có             |
| Pope Anicetus                                |                                        |                                                                               | ca. 167                                                            |                                      |          | Có                | Có               | Có             |
| Anna                                         |                                        |                                                                               | Unknown                                                            |                                      |          |                   | Có               |                |
| Annê                                         |                                        |                                                                               | ca. 1st Cent.                                                      |                                      | Có       | Có                | Có               | Có             |
| Anne Line                                    |                                        |                                                                               | 1601                                                               |                                      |          |                   |                  | Có             |
| Anselm thành Canterbury                      |                                        |                                                                               | 1109                                                               |                                      | Có       |                   |                  | Có             |
| Ansgar                                       |                                        |                                                                               | 865                                                                |                                      | Có       |                   | Có               | Có             |
| Pope Antheros                                |                                        |                                                                               | 236                                                                |                                      |          | Có                | Có               | Có             |
| Anthony Cả                                   |                                        |                                                                               | 356                                                                |                                      | Có       | Có                | Có               | Có             |
| Anthony thành Kiev                           |                                        |                                                                               | 1073                                                               |                                      |          |                   | Có               |                |
| Antôn thành Lisboa                           |                                        |                                                                               | 1231                                                               |                                      |          |                   |                  | Có             |
| Anthony Galvão                               |                                        |                                                                               | 1822                                                               |                                      |          |                   |                  | Có             |
| Anthony Mary Claret                          |                                        |                                                                               | 1870                                                               |                                      |          |                   |                  | Có             |
| Antoine Daniel                               |                                        |                                                                               | 1648                                                               |                                      |          |                   |                  | Có             |
| Anysia thành Salonika                        |                                        |                                                                               | 304                                                                |                                      |          |                   | Có               | Có             |
| Arnold Janssen                               |                                        |                                                                               | 1909                                                               |                                      |          |                   |                  | Có             |
| Athanasiô thành Alexandria                   |                                        |                                                                               | 373                                                                |                                      | Có       | Có                | Có               | Có             |
| Augustinô thành Hippo                        |                                        |                                                                               | 430                                                                |                                      | Có       | Có                | Có               | Có             |
| Augustine thành Canterbury                   |                                        |                                                                               | 604                                                                |                                      | Có       |                   | Có               | Có             |
| Avitus thành Vienne                          |                                        |                                                                               | 523                                                                |                                      |          |                   |                  | Có             |
| Awtel                                        |                                        |                                                                               | 327                                                                |                                      |          | Có                | Có               | Có             |

## B
| Thánh                           | Ngày tháng chết | Anh giáo | Oriental Orthodox | Eastern Orthodox | Công giáo Rôma |
| ------------------------------- | --------------- | -------- | ----------------- | ---------------- | -------------- |
| Baldred thành Tyninghame        | 757             | Có       |                   |                  | Có             |
| Barachiel the archangel         | Angel           |          | Có                | Có               |                |
| Barbara                         | 3rd Cent.       |          | Có                | Có               | Có1            |
| Barbatus thành Benevento        | 682             |          |                   | Có               | Có             |
| Barnabas                        | 61              | Có       | Có                | Có               | Có             |
| Batôlômêô                       | 1st Cent.       | Có       | Có                | Có               | Có             |
| Basil Cả                        | 379             | Có       | Có                | Có               | Có             |
| Basil the Fool for Christ       | 1552 or 1557    |          |                   | Có               |                |
| Basil thành Ostrog              | 1671            |          |                   | Có               |                |
| Beatrix                         | 302 or 303      |          |                   |                  | Có             |
| Beatrix d'Este                  | 1262            |          |                   |                  | Có             |
| The Venerable Bede              | 735             | Có       |                   | Có               | Có             |
| Benedetta Cambiagio Frassinello | 1858            |          |                   |                  | Có             |
| Benedict thành Aniane           | 747             |          |                   | Có               | Có             |
| Benedict thành Nursia           | 543             | Có       | Có                | Có               | Có             |
| Benedict Jesus                  | 1934            |          |                   |                  | Có             |
| Pope Benedict II                | 685             |          |                   | Có               | Có             |
| Benedict the Moor               | 1589            |          |                   |                  | Có             |
| Benedict Joseph Labre           | 1783            |          |                   |                  | Có             |
| Berlinda thành Meerbeke         | 702             |          |                   |                  | Có             |
| Bernadette Soubirous            | 1879            |          |                   |                  | Có             |
| Bernard thành Clairvaux         | 1153            | Có       |                   |                  | Có             |
| Bênađô Võ Văn Duệ               | 1838            |          |                   |                  | Có             |
| Bernard thành Menthon           | 1008            |          |                   |                  | Có             |
| Bernardo Tolomei                | 1348            |          |                   |                  | Có             |
| Bernardino thành Siena          | 1444            |          |                   |                  | Có             |
| Birinus                         | 649             | Có       |                   | Có               | Có             |
| Blaise                          | ca. 316         | Có       | Có                | Có               | Có             |
| Bonaventure thành Bagnoregio    | 1274            |          |                   |                  | Có             |
| Boniface                        | 754             | Có       | Có                | Có               | Có             |
| Pope Boniface I                 | 422             |          | Có                | Có               | Có             |
| Pope Boniface IV                | 608             |          |                   | Có               | Có             |
| Boris I                         | 2 May, 907      |          |                   | Có               |                |
| Brendan thành Birr              | ca. 573         |          |                   | Có               | Có             |
| Brendan the Navigator           | ca. 578         |          |                   | Có               | Có             |
| Bridget thành Sweden            | 1373            | Có4      |                   |                  | Có             |
| Brigid thành Kildare            | 525             | Có4      |                   | Có               | Có             |
| Brioc                           | 6th century     |          |                   |                  | Có             |
| Bruno thành Cologne             | 1101            |          |                   |                  | Có             |
| Bruno thành Querfurt            | 1009            |          |                   | Có               | Có             |
| Bruno thành Segni               | 1123            |          |                   |                  | Có             |
| Budoc thành Dol                 | 7th Cent.       | Có       |                   |                  | Có             |

## C
| Thánh                                                | Ngày tháng chết | Anh giáo | Oriental Orthodox | Eastern Orthodox | Công giáo Rôma |  |
| ---------------------------------------------------- | --------------- | -------- | ----------------- | ---------------- | -------------- |  |
| Caesarius thành Arles                                | 542             |          |                   |                  | Có             |  |
| Pope Caius                                           | 296             |          | Có                | Có               | Có             |  |
| Cajetan                                              | 1547            |          |                   |                  | Có             |  |
| Pope Callistus I                                     | 222             |          | Có                | Có               | Có             |  |
| Camillus de Lellis                                   | 1614            |          |                   |                  | Có             |  |
| Canute IV Đan Mạch                                   | 1086            |          |                   |                  | Có             |  |
| Casimir                                              | 1484            |          |                   |                  | Có             |  |
| Catald                                               | ca. 8th Cent.   |          |                   |                  | Có             |  |
| Catarina thành Alexandria                            | ca. 305         | Có4      | Có                | Có               | Có             |  |
| Catherine thành Bologna                              | 1463            |          |                   |                  | Có             |  |
| Catherine thành Genoa                                | 1510            |          |                   |                  | Có             |  |
| Catherine Laboure                                    | ca. 1806        |          |                   |                  | Có             |  |
| Catarina thành Ricci                                 | 1590            |          |                   |                  | Có             |  |
| Catherine thành Siena                                | 1380            | Có       |                   |                  | Có             |  |
| Catherine thành Vadstena                             | 1381            |          |                   |                  | Có             |  |
| Cecilia                                              | ca. 117         |          | Có                | Có               | Có             |  |
| Cedd                                                 | 664             | Có       |                   |                  | Có             |  |
| Pope Celestine I                                     | 432             |          | Có                | Có               | Có             |  |
| Pope Celestine V                                     | 1296            |          |                   |                  | Có             |  |
| Cettin                                               | 5th Cent.       |          |                   |                  | Có             |  |
| Chad thành Mercia                                    | 672             | Có       |                   | Có               | Có             |  |
| Charalampus                                          | abt. 222        |          |                   | Có               | Có             |  |
| Charbel                                              | 1898            |          |                   |                  | Có             |  |
| Charles I của Anh                                    | 1649            | Có       |                   |                  |                |  |
| Charles thành Mount Argus                            | 1893            |          |                   |                  | Có             |  |
| Các Thánh tử đạo Trung Hoa                           | 1648–1930       |          |                   |                  | Có             |  |
| Christina                                            | 3rd Cent.       |          |                   |                  | Có             |  |
| Christina the Astonishing                            | 1224            |          |                   |                  | Có             |  |
| Christopher                                          | ca. 251         |          |                   | Có               | Có1            |  |
| Chrysanthus                                          | 283             |          | Có                | Có               | Có             |  |
| Ciarán thành Clonmacnoise                            | 546             | Có       |                   |                  | Có             |  |
| Ciarán thành Saighir                                 | kh. 530         |          |                   |                  | Có             |  |
| Clare thành Assisi                                   | 1253            | Có       |                   |                  | Có             |  |
| Clare thành Montefalco                               | 1308            |          |                   |                  | Có             |  |
| Claudus Corrius II                                   | 1253            | Có       |                   |                  | Có             |  |
| Pope Clement I                                       | ca. 98          | Có       | Có                | Có               | Có             |  |
| Clement thành Ohrid                                  | July 17, 960    |          |                   | Có               |                |  |
| Clodoald                                             | kh. 560         |          |                   |                  | Có             |  |
| Clotilde                                             | 545             |          |                   |                  | Có             |  |
| Colette                                              | 1447            |          |                   |                  | Có             |  |
| Columba                                              | 597             | Có       | Có                | Có               | Có             |  |
| Dom Columba Marmion OSB                              |                 |          |                   |                  | Có             |  |
| Columbanus                                           | 615             |          |                   | Có               | Có             |  |
| Comgall                                              | 597 or 602      | Có       |                   |                  | Có             |  |
| Congar                                               | 520             | Có       |                   |                  | Có             |  |
| Conrad thành Parzham                                 | 1894            |          |                   |                  | Có             |  |
| Conrad thành Piacenza                                | 1351            |          |                   |                  | Có             |  |
| Constantine Cả                                       | 337             |          | Có                | Có               | Có6            |  |
| Constantine thành Murom                              | 1129            |          |                   | Có               |                |  |
| Pope Cornelius                                       | 253             |          | Có                | Có               | Có             |  |
| Cosmas thành Maiuma                                  | 8th Cent.       |          | Có                | Có               |                |  |
| Cosmas và Damian                                     | 303             | Có       | Có                | Có               | Có             |  |
| Crispina                                             | 304             |          |                   |                  | Có             |  |
| Cristóbal Magallanes Jara                            | 1927            |          |                   |                  | Có             |  |
| Cunigunde thành Luxemburg                            | 1033            |          |                   |                  | Có             |  |
| Cuthbert thành Lindisfarne                           | 687             | Có       |                   | Có               | Có             |  |
| Cuthbert Mayne                                       | 1577            |          |                   |                  | Có             |  |
| Cynllo                                               | 6th Cent.       | Có       |                   |                  | Có             |  |
| Cyprian                                              | 258             | Có       | Có                | Có               | Có             |  |
| Cyriacus                                             | 3-4th centuries | Có       | Có                | Có               | Có             |  |
| Cyriacus the Anchorite                               | 557             |          |                   | Có               |                |  |
| Cyril equal to the Apostles, teacher thành the Slavs | 869             | Có       |                   | Có               | Có             |  |
| Cyril thành Alexandria                               | 444             | Có4      | Có                | Có               | Có             |  |
| Cyril thành Jerusalem                                | 386             | Có4      | Có                | Có               | Có             |  |

## D
| Thánh                            | Ngày tháng chết      | Anh giáo | Oriental Orthodox | Eastern Orthodox | Công giáo Rôma |
| -------------------------------- | -------------------- | -------- | ----------------- | ---------------- | -------------- |
| King Dagobert II                 | 679                  |          |                   |                  | Có             |
| Pope Damasus I                   | 383                  |          | Có                | Có               | Có             |
| Daniel Comboni                   | 1881                 |          |                   |                  | Có             |
| Danilo II                        | 14th Cent.           |          |                   | Có               |                |
| Daria                            | ca. 283              |          |                   | Có               | Có             |
| David thành Wales                | ca. 589              | Có       |                   | Có               | Có             |
| David Lewis                      | 1679                 |          |                   |                  | Có             |
| Declan                           | 5th Cent.            |          |                   | Có               | Có             |
| Demetrius thành Alexandria       | 232                  |          | Có                | Có               | Có             |
| Demetrius thành Thessaloniki     | 306                  |          | Có                | Có               | Có             |
| Demiana                          | 3rd-4th century      |          | Có                |                  |                |
| Denis thành Paris                | 250/258/270          | Có4      | Có                | Có               | Có             |
| Desiderius thành Fontenelle      | kh. 700              |          |                   |                  | Có             |
| Desiderius thành Vienne          | 607                  |          |                   |                  | Có             |
| Deusdedit thành Canterbury       | 664                  | Có       |                   |                  | Có             |
| Didier (Desiderius) thành Cahors | 655                  |          |                   |                  | Có             |
| Dietrich Bonhoeffer              | 1945                 | Có       |                   |                  |                |
| Dimitry thành Rostov             | 1709                 |          |                   | Có               |                |
| Dionysius the Areopagite         | ca. 1st or 2nd cent. |          | Có                | Có               | Có             |
| Pope Dionysius                   | 268                  |          | Có                | Có               | Có             |
| Dials                            | n/a                  | n/a      | n/a               | n/a              | n/a            |
| Dismas                           | ca. 33               |          |                   | Có               | Có             |
| Thánh Doherty                    | 579                  |          |                   | Có               | Có             |
| Dominic de Guzman                | 1221                 | Có       |                   |                  | Có             |
| Dominic de la Calzada            | 1109                 |          |                   |                  | Có             |
| Dominic Loricatus                | 1060                 |          |                   |                  | Có             |
| Dominic Savio                    | 1857                 |          |                   |                  | Có             |
| Dorothea thành Caesarea          | kh. 311              |          |                   | Có               | Có             |
| Dorotheus thành Gaza             | 6-7th century        |          |                   | Có               | Có             |
| Dorotheus thành Týros            | 362                  |          | Có                | Có               | Có             |
| Douai Martyrs                    | ca. 1568-1668        |          |                   |                  | Có             |
| Drogo thành Sebourg              | 1105                 |          |                   |                  | Có             |
| Dunstan                          | 988                  | Có       |                   | Có               | Có             |
| Dymphna                          | 7th Cent.            |          |                   | Có               | Có             |

## Đ
| Thánh              | Ngày tháng chết | Anh giáo | CTG không Chalcedon | Chính Thống giáo | Công giáo Rôma |
| ------------------ | --------------- | -------- | ------------------- | ---------------- | -------------- |
| Đamien đảo Molokai | 1889-04-15      | Có       |                     |                  | Có             |

## E
| Thánh                           | Ngày tháng chết | Anh giáo | Oriental Orthodox | Eastern Orthodox | Công giáo Rôma |
| ------------------------------- | --------------- | -------- | ----------------- | ---------------- | -------------- |
| Eanflæd                         | 704             |          |                   |                  | Có             |
| Edburga thành Bicester          | 7th Cent.       |          |                   | Có               | Có             |
| Edburga thành Minster-in-Thanet | 8th century     |          |                   |                  | Có             |
| Edith Stein                     | 1942            |          |                   |                  | Có             |
| Editha                          | 10th century    | Có       |                   |                  | Có             |
| Edmund Arrowsmith               | 1628            |          |                   |                  | Có             |
| Edmund Campion                  | 1581            |          |                   |                  | Có             |
| Edmund thành East Anglia        | 869             | Có       |                   | Có               | Có             |
| Edward the Confessor            | 1066            | Có       |                   | Có               | Có             |
| Edward Tử đạo                   | 978 or 979      | Có       |                   | Có               | Có             |
| Egbert thành Northumbria        | 729             | Có       |                   | Có               | Có             |
| Pope Eleutherius                | ca. 189         |          | Có                | Có               | Có             |
| Eligius                         | 659 or 660      |          |                   | Có               | Có             |
| Elizabeth                       | 1st Century     | Có       | Có                | Có               | Có             |
| Elizabeth Hungary               | 1231            | Có       |                   |                  | Có             |
| Elizabeth Bồ Đào Nha            | 1336            |          |                   |                  | Có             |
| Elizabeth nước Nga              | 1918            |          |                   | Có               |                |
| Elizabeth Ann Seton             | 1821            |          |                   |                  | Có             |
| Elpis (Hope)                    | 2nd Cent.?      |          | Có                | Có               | Có             |
| Emelia                          | ca. 375         |          |                   | Có               |                |
| Emerentiana                     | kh. 304         |          |                   |                  | Có             |
| Emeric Hungary                  | 1031            |          |                   |                  | Có             |
| Emma thành Lesum                | 1308            |          |                   |                  | Có             |
| Emma thành Ludger               | 1050            |          |                   | Có               | Có             |
| Emmeram thành Regensburg        | 652             |          |                   |                  | Có             |
| Enda thành Aran                 | 530             |          |                   |                  | Có             |
| Engelbert thành Cologne         | 1225            |          |                   |                  | Có             |
| Ephrem the Syrian               | 373             | Có4      | Có                | Có               | Có             |
| Epiphanius thành Salamis        | 403             |          |                   | Có               | Có             |
| Erbin                           | 5th century     |          |                   |                  | Có             |
| Erentrude                       | 710             |          |                   |                  | Có             |
| Ermengol                        | 1035            |          |                   |                  | Có             |
| Ermenilda thành Ely             | 700 or 703      |          |                   |                  | Có             |
| Ethelbert thành Kent            | 616             |          |                   | Có               | Có             |
| Etheldreda thành Ely            | 679             | Có       |                   | Có               | Có             |
| Eucherius thành Lyon            | ca. 449         |          | Có                | Có               | Có             |
| Eudocia                         | 100             |          | Có                | Có               | Có             |
| Pope Eugene I                   | 657             |          | Có                | Có               | Có             |
| Eugene de Mazenod               | 1861            |          |                   |                  | Có             |
| Eulogius thành Alexandria       | 608             |          |                   | Có               | Có             |
| Eulogius                        | 859             |          |                   |                  | Có             |
| Pope Eusebius                   | 309 or 310      |          | Có                | Có               | Có             |
| Eusebius thành Vercelli         | 371             |          |                   | Có               | Có             |
| Euphemia                        | 307             | Có       | Có                | Có               | Có             |
| Euphrosyne thành Polatsk        | 1173            |          |                   | Có               | Có             |
| Eustochia Smeralda Calafato     | 1485            |          |                   |                  | Có             |
| Euthymius Cả                    | 473             |          |                   | Có               | Có             |
| Pope Eutychian                  | 283             |          | Có                | Có               | Có             |
| Pope Evaristus                  | ca. 105         |          | Có                | Có               | Có             |
| Expeditus                       | 303             |          |                   |                  | Có             |
| Eysteinn Erlendsson             | 1188            |          |                   |                  | Có             |

## F
| Thánh                       | Ngày tháng chết | Anh giáo | Oriental Orthodox | Eastern Orthodox | Công giáo Rôma |
| --------------------------- | --------------- | -------- | ----------------- | ---------------- | -------------- |
| Pope Fabian                 | 250             | Có       | Có                | Có               | Có             |
| Fabiola                     | 399 or 400      |          |                   |                  | Có             |
| Fachanan                    | kh. 600         |          |                   |                  | Có             |
| Faith                       | 3rd Cent.       | Có       |                   |                  | Có             |
| Faro                        | 675             |          |                   |                  | Có             |
| Faustina                    | 1938            |          |                   |                  | Có             |
| Faustinus                   | 302 or 303      |          |                   |                  | Có             |
| Feichin                     | ca. 660         | Có       |                   |                  | Có             |
| Felicitas thành Rome        | kh. 165         |          |                   | Có               | Có             |
| Pope Felix I                | 274             |          | Có                | Có               | Có             |
| Felix, Roman martyr         | kh. 300         |          |                   | Có               | Có             |
| Pope Felix III              | 492             |          |                   | Có               | Có             |
| Pope Felix IV               | 530             |          |                   | Có               | Có             |
| Ferdinand III thành Castile | 1252            |          |                   |                  | Có             |
| Ferréol thành Uzès          | 581             |          |                   | Có               | Có             |
| Fiacre                      | 670?            |          |                   |                  | Có             |
| Fidelis thành Sigmarengen   | 1622            |          |                   |                  | Có             |
| Filan                       | Unknown         | Có       |                   |                  | Có             |
| Firmilian                   | ca. 269         |          | Có                |                  | Có             |
| Florentina                  | ca. 612         |          |                   |                  | Có             |
| Franca Visalta              | 1218            |          |                   |                  | Có             |
| Frances Cabrini             | 1917            |          |                   |                  | Có             |
| Frances thành Rome          | 1440            |          |                   |                  | Có             |
| Phanxicô thành Assisi       | 1226            | Có       |                   |                  | Có             |
| Francis Caracciolo          | 1608            |          |                   |                  | Có             |
| Phanxicô Paola              | 1507            |          |                   |                  | Có             |
| Phanxicô đệ Salê            | 1622            | Có       |                   |                  | Có             |
| Phanxicô Xaviê              | 1552            | Có4      |                   |                  | Có             |
| Frei Galvão                 | 1822            |          |                   |                  | Có             |
| Frideswide                  | kh. 735         | Có       | Có                | Có               | Có             |
| Fructuosus thành Braga      | 665             |          |                   |                  | Có             |
| Fructuosus thành Tarragona  | 259             | Có       |                   |                  | Có             |
| Fulgentius thành Écija      | 7th century     |          |                   |                  | Có             |

## G
| Thánh                                | Ngày tháng chết | Anh giáo | Oriental Orthodox | Eastern Orthodox | Công giáo Rôma |
| ------------------------------------ | --------------- | -------- | ----------------- | ---------------- | -------------- |
| Gaetano Errico                       | 1860            |          |                   |                  | Có             |
| Gabriel                              | Angel           |          | Có                | Có               | Có             |
| Gabriel thành Our Lady thành Sorrows | 1862            |          |                   |                  | Có             |
| Gal I thành Clermont                 | kh. 553         |          |                   |                  | Có             |
| Gall                                 | ca. 646         |          |                   | Có               | Có             |
| Gamaliel                             | 63              |          | Có                | Có               |                |
| Gaspar del Bufalo                    | 1837            |          |                   |                  | Có             |
| Gaudentius thành Ossero              | 1044            |          |                   | Có               | Có             |
| Pope Gelasius I                      | 492             |          | Có                | Có               | Có             |
| Gelert                               | 7th century     | Có       |                   |                  | Có             |
| Gemma Galgani                        | 1903            |          |                   |                  | Có             |
| Genesius thành Arles                 | 303 or 308      |          |                   |                  | Có             |
| Genesius thành Clermont              | ca. 662         |          |                   |                  | Có             |
| Genesius thành Rôma                  | 286 or ca. 303  |          |                   |                  | Có             |
| Genevieve                            | 512             |          |                   |                  | Có             |
| George                               | 303             | Có2      | Có                | Có               | Có             |
| George Preca                         | 1962            |          |                   |                  | Có             |
| Gerasimus Jordan                     | 5th century     |          |                   | Có               | Có             |
| Gerard thành Lunel                   | 1298            |          |                   |                  | Có             |
| Gervasius và Protasius               | kh. 170         |          |                   | Có               | Có             |
| Gianna Beretta Molla                 | 1962            |          |                   |                  | Có             |
| Ghislain                             | 680             |          |                   |                  | Có             |
| Giovanni da Capistrano               | 1456            |          |                   |                  | Có             |
| Goar thành Aquitaine                 | 6 July 649      |          |                   |                  | Có             |
| Godric thành Finchale                | 1170            |          |                   |                  | Có             |
| Gonsalo Garcia                       | 1597            |          |                   |                  | Có             |
| Godehard (Gotthard) thành Hildesheim | 1038            |          |                   | Có               | Có             |
| Gorgonia                             | 375             |          |                   | Có               | Có             |
| Gratus thành Aosta                   | ca. 470         |          |                   |                  | Có             |
| Gregorio Barbarigo                   | 1697            |          |                   |                  | Có             |
| Gregory the Illuminator              | 330             |          | Có                | Có               | Có             |
| Gregory thành Nazianzus              | 389             | Có       | Có                | Có               | Có             |
| Gregory thành Nyssa                  | after 394       | Có       | Có                | Có               | Có             |
| Gregory Palamas                      | 1359            |          |                   | Có               | Có6            |
| Gregory thành Spoleto                | 304             |          |                   | Có               | Có             |
| Gregory thành Tours                  | 594             |          | Có                | Có               | Có             |
| Pope Gregory I (the Great)           | 604             | Có       |                   | Có               | Có             |
| Pope Gregory II                      | 731             |          |                   | Có               | Có             |
| Pope Gregory III                     | 741             |          |                   | Có               | Có             |
| Pope Gregory VII                     | 1085            |          |                   |                  | Có             |
| Grellan                              | 5th Cent.       |          |                   |                  | Có             |

## H
| Thánh                           | Ngày tháng chết | Anh giáo | Oriental Orthodox | Eastern Orthodox | Công giáo Rôma |
| ------------------------------- | --------------- | -------- | ----------------- | ---------------- | -------------- |
| Hallvard                        | 1043            |          |                   |                  | Có             |
| Hedwig thành Andechs            | 1243            |          |                   |                  | Có             |
| Hegesippus                      | 180             |          |                   | Có               | Có             |
| Helena thành Constantinopolis   | ca. 330         | Có4      | Có                | Có               | Có             |
| Helena thành Skövde             | 1160(?)         |          |                   |                  | Có             |
| Helier                          | 555             | Có       |                   | Có               | Có             |
| Heinrich II của Thánh chế La Mã | 1024            |          |                   |                  | Có             |
| Herman thành Valaam             | 10-15th century |          |                   | Có               |                |
| Herman thành Alaska             | 1837            |          |                   | Có               |                |
| Herta                           | 303             |          |                   |                  | Có             |
| Hervé                           | 556             |          |                   |                  | Có             |
| Pope Hilarius                   | 468             |          | Có                | Có               | Có             |
| Hilarion thành Cyprus           | 371             |          |                   | Có               |                |
| Hilary thành Poitiers           | 367             | Có       | Có                | Có               | Có             |
| Hilda thành Whitby              | 680             | Có       |                   | Có               | Có             |
| Pope Hildebrand (Gregory VII)   | 1085            |          |                   |                  | Có             |
| Hildegard thành Bingen          | 1179            | Có       |                   |                  | Có             |
| Hippolytus thành Rôma           | kh. 236         |          |                   | Có               | Có             |
| Pope Hormisdas                  | 523             |          | Có                | Có               | Có             |
| Holy Innocents                  | 6BC             | Có       | Có                | Có               | Có             |
| Hubertus                        | 727             |          |                   | Có               | Có             |
| Hugh thành Lincoln              | 1200            | Có       |                   |                  | Có             |
| Hyacintha Mariscotti            | 1640            |          |                   |                  | Có             |
| Pope Hyginus                    | ca. 140         |          | Có                | Có               | Có             |

## I
| Thánh                            | Ngày tháng chết | Anh giáo | Chính thống giáo Đông phương | Chính thống giáo Đông phương | Công giáo La Mã |
| -------------------------------- | --------------- | -------- | ---------------------------- | ---------------------------- | --------------- |
| Inhaxiô thành Antioch            | 98-117          | Có       | Có                           | Có                           | Có              |
| Inhaxiô Loyola                   | 1556            | Có4      |                              |                              | Có              |
| Pope Innocent I                  | 417             |          |                              | Có                           | Có              |
| Blessed Inez de Beniganim        | 1625-92         |          |                              |                              | Có              |
| Innocent thành Alaska            | 1879            |          |                              | Có                           |                 |
| Innocencio thành Mary Immaculate | 1934            |          |                              |                              | Có              |
| Holy Innocents                   | 1st Cent.       | Có       | Có                           | Có                           | Có              |
| Irenaeus thành Lyons             | 202             | Có       | Có                           | Có                           | Có              |
| Ignatius thành Laconi            | 1781            |          |                              |                              | Có              |
| Irene thành Lesvos               | 1463            |          |                              | Có                           |                 |
| Isaac Jogues                     | 1646            |          | Có                           | Có                           |                 |
| Isaac thành Nineveh              | 700             |          |                              | Có                           |                 |
| Isabelle của Pháp                | 1270            |          |                              |                              | Có              |
| Isidore thành Seville            | 636             |          |                              |                              | Có              |
| Isidore the Laborer              | 1130            |          |                              |                              | Có              |
| Ita                              | 570             |          |                              | Có                           | Có              |
| Ivo thành Kermartin              | 1303            |          |                              |                              | Có              |

## J
| Thánh                                 | Ngày tháng chết | Anh giáo | Oriental Orthodox | Eastern Orthodox | Công giáo Rôma |
| ------------------------------------- | --------------- | -------- | ----------------- | ---------------- | -------------- |
| Jacobo Kyushei Tomonaga               | 1633            |          |                   |                  | Có             |
| Jadwiga thành Poland                  | 1399            |          |                   |                  | Có             |
| Giacôbê, con của Zêbêđê               | 44              | Có       | Có                | Có               | Có             |
| Giacôbê, con của Anphê                | ca. 62          | Có       | Có                | Có               | Có             |
| James Marches                         | 1476            |          |                   |                  | Có             |
| Jason                                 | 1st Cent.       |          | Có                | Có               | Có             |
| Jean Vianney                          | 1859            |          |                   |                  | Có             |
| Jean de Brebeuf                       | 1649            |          |                   |                  | Có             |
| Jegudiel the Angel                    | Angel           |          |                   | Có               |                |
| Jerome                                | 420             | Có4      | Có                | Có               | Có             |
| Gioakim                               | 1st Cent.       | Có       | Có                | Có               | Có             |
| Jeane d'Arc                           | 1431            |          |                   |                  | Có             |
| Joanna                                | 1st Cent.       | Có       | Có                | Có               | Có             |
| Joaquina Vedruna de Mas               | 1854            |          |                   |                  | Có             |
| Job thành Pochayiv                    | 1651            |          |                   | Có               |                |
| Pope John I                           | 526             |          |                   | Có               | Có             |
| Gioan Tẩy giả                         | ca. 30          | Có       | Có                | Có               | Có             |
| Gioan Tẩy Giả đệ Salê                 | 1719            |          |                   |                  | Có             |
| Gioan Bosco                           | 1888            |          |                   |                  | Có             |
| Gioan Kim Khẩu                        | 407             | Có       | Có                | Có               | Có             |
| John Climacus                         | 606             |          | Có                | Có               | Có             |
| Gioan Thánh Giá                       | 1591            | Có       |                   |                  | Có             |
| Gioan thành Damascus                  | 749             | Có4      | Có                | Có               | Có             |
| Gioan, Tông đồ                        | ca. 1st Cent.   | Có       | Có                | Có               | Có             |
| John Fisher                           | 1535            |          |                   |                  | Có             |
| John Macias                           | 1645            |          |                   |                  | Có             |
| John Maron                            | 707             |          |                   |                  | Có             |
| John thành Matha                      | 1213            |          |                   |                  | Có             |
| John thành Nepomuk                    | 1393            |          |                   |                  | Có             |
| John Neumann                          | 1860            |          |                   |                  | Có             |
| John Ogilvie                          | 1615            |          |                   |                  | Có             |
| John Rigby                            | 1600            |          |                   |                  | Có             |
| John thành Shanghai and San Francisco | 1966            |          |                   | Có               |                |
| John thành Tobolsk                    | 1715            |          |                   | Có               |                |
| Josaphat Kuntsevych                   | 1623            |          |                   |                  | Có             |
| Josemaría Escrivá                     | 1975            |          |                   |                  | Có             |
| Józef Bilczewski                      | 1923            |          |                   |                  | Có             |
| Joseph Freinademetz                   | 1908            |          |                   |                  | Có             |
| José de Anchieta                      | 1597            |          |                   |                  | Có             |
| Joseph thành Cupertino                | 1663            |          |                   |                  | Có             |
| Joseph Marchand                       | 1835            |          |                   |                  | Có             |
| Giuse thành Nazareth                  | 1st Cent.       | Có       | Có                | Có               | Có             |
| Joseph thành Arimathea                | 1st Cent.       | Có       | Có                | Có               | Có             |
| Joseph Pignatelli                     | 1811            |          |                   |                  | Có             |
| Josephine Bakhita                     | 1947            |          |                   |                  | Có             |
| Josse (Judoc)                         | ca 668          | Có       |                   |                  | Có             |
| Juan Diego                            | 1548            |          |                   |                  | Có             |
| Giuđa Tađêô                           | 1st Cent.       | Có       | Có                | Có               | Có             |
| Judoc (Josse)                         | ca 668          | Có       |                   |                  | Có             |
| Juliana thành Lazarevo                | 1604            |          |                   | Có               |                |
| Julian thành Norwich                  | ca. 1416        | Có       |                   |                  | Có             |
| Juliana thành Nicomedia               | ca. 304         |          | Có                | Có               | Có             |
| Juliana Falconieri                    | 1270            |          |                   |                  | Có             |
| Juliana thành Cornillon               | 1193            |          |                   |                  | Có             |
| Julie Billiart                        | 1816            |          |                   |                  | Có             |
| Julietta                              | 304             |          | Có                | Có               | Có             |
| Pope Julius I                         | 352             |          |                   | Có               | Có             |
| Justin de Jacobis                     | 1800            |          |                   |                  | Có             |
| Justin Martyr                         | 165             | Có       | Có                | Có               | Có             |
| Jutta thành Kulmsee                   | 1260            |          |                   |                  | Có             |

## K
| Thánh                   | Ngày tháng chết   | Anh giáo | Oriental Orthodox | Eastern Orthodox | Công giáo Rôma |
| ----------------------- | ----------------- | -------- | ----------------- | ---------------- | -------------- |
| Kalliopi (martyr)       | 250               |          |                   | Có               | Có             |
| Kassia                  | 867               |          |                   | Có               |                |
| Katharine Drexel        | 1955              |          |                   |                  | Có             |
| Kea                     | early 6th century | Có       |                   |                  | Có             |
| Kessog                  | 520               | Có       |                   |                  | Có             |
| Kevin thành Glendalough | 618               | Có       | Có                | Có               | Có             |
| Kinga của Ba Lan        | 1292              |          |                   |                  | Có             |
| Kirill thành Beloozero  | 1427              |          |                   | Có               |                |
| Kyriaki                 | 300               |          |                   | Có               |                |

## L
| Thánh                       | Ngày tháng chết | Anh giáo | Oriental Orthodox | Eastern Orthodox | Công giáo Rôma |
| --------------------------- | --------------- | -------- | ----------------- | ---------------- | -------------- |
| Ladislaus Hungary           | 1095            |          |                   |                  | Có             |
| Lambert thành Maastricht    | 700             |          |                   |                  | Có             |
| Laura thành Cordoba         | 864             |          |                   |                  | Có             |
| Laurent-Marie-Joseph Imbert | 1818            |          |                   |                  | Có             |
| Lawrence thành Rôma         | 258             | Có       | Có                | Có               | Có             |
| Lazar thành Serbia          | 1389            |          |                   | Có               |                |
| Lazarus                     | 99.             | Có       | Có                | Có               | Có             |
| Leander thành Seville       | 600 or 601      |          |                   |                  | Có             |
| Pope Leo the Great          | 461             | Có       |                   | Có               | Có             |
| Pope Leo II                 | 683             |          |                   | Có               | Có             |
| Pope Leo III                | 816             |          |                   | Có               | Có             |
| Pope Leo IV                 | 855             |          |                   | Có               | Có             |
| Pope Leo IX                 | 1054            |          |                   |                  | Có             |
| Leodegar thành Autun        | 679             |          |                   | Có               | Có             |
| Leopold Mandic              | 1942            |          |                   |                  | Có             |
| Liam thành Camberwell       | 1235            |          |                   |                  | Có             |
| Lidwina thành Schiedam      | 1433            |          |                   |                  | Có             |
| Giáo hoàng Linus            | ca. 79          |          | Có                | Có               | Có             |
| Lorcán Ua Tuathail          | 1180            |          |                   |                  | Có             |
| Lorenzo Ruiz                | 1637            |          |                   |                  | Có             |
| Louis IX của Pháp           | 1270            |          |                   |                  | Có             |
| Luigi Gonzaga               | 1591            |          |                   |                  | Có             |
| Louise de Marillac          | 1660            |          |                   |                  | Có             |
| Pope Lucius I               | 254             |          |                   | Có               | Có             |
| Lucia thành Syracuse        | 304             | Có       | Có                | Có               | Có             |
| Lucy Yi Zhenmei             | 1862            |          |                   |                  | Có             |
| Luke the Evangelist         | ca. 84          | Có       | Có                | Có               | Có             |
| Lupus thành Sens            | 623             |          |                   |                  | Có             |
| Lutgardis                   | 1246            |          |                   |                  | Có             |

## M
| Thánh                                                                      | Ngày tháng qua đời | Anh giáo | Oriental Orthodox | Eastern Orthodox | Công giáo Rôma |
| -------------------------------------------------------------------------- | ------------------ | -------- | ----------------- | ---------------- | -------------- |
| Macarius Cả                                                                | 391                |          |                   | Có               | Có             |
| Macarius thành Jerusalem                                                   | ca. 335            |          |                   |                  | Có             |
| Machar                                                                     | 6th Cent.?         | Có       |                   |                  | Có             |
| Macrina the Elder                                                          | ca. 340            | Có       | Có                | Có               | Có             |
| Macrina the Younger                                                        | 379                | Có       | Có                | Có               | Có             |
| Magdalen thành Canossa                                                     | 1835               |          |                   |                  | Có             |
| Magdalene thành Nagasaki                                                   |                    |          |                   | Có               |                |
| Malachy                                                                    | 1148               |          |                   |                  | Có             |
| Malo                                                                       | 621                |          |                   |                  | Có             |
| Marcellin Champagnat                                                       | 1840               |          |                   |                  | Có             |
| Marcellina                                                                 | 398                |          |                   |                  | Có             |
| Giáo hoàng Marcellinus                                                     | 304?               |          | Có                | Có               | Có             |
| Giáo hoàng Marcellus I                                                     | 309                |          | Có                | Có               | Có             |
| Marcouf                                                                    | 588                |          |                   |                  | Có             |
| Margaret thành Antioch Pisidia (Marina, Margarita; see also Thánh Pelagia) | 304?               | Có4      | Có                | Có               | Có             |
| Margaret the Barefooted                                                    | 1395               |          |                   |                  | Có             |
| Margaret Clitherow                                                         | 1586               |          |                   |                  | Có             |
| Margaret thành Cortona                                                     | 1297               |          |                   |                  | Có             |
| Margaret Hungary                                                           | 1271               | Có       |                   |                  | Có             |
| Margaret của Wessex (vuơng hậu)                                            | 1093               | Có       |                   |                  | Có             |
| Margaret Ward                                                              | 1588               |          |                   |                  | Có             |
| Marguerite D'Youville                                                      | 1771               |          |                   |                  | Có             |
| Marguerite Marie Alacoque                                                  | 1690               |          |                   |                  | Có             |
| Maria Bernarda Bütler                                                      | 1924               |          |                   |                  | Có             |
| Maria Crocifissa di Rosa                                                   | 1855               |          |                   |                  | Có             |
| Maria Goretti                                                              | 1902               |          |                   |                  | Có             |
| Mariya Nikolayevna của Nga                                                 | 1918               |          |                   | Có               |                |
| Marianita de Jésus                                                         | 1645               |          |                   |                  | Có             |
| Marie-Eugénie de Jésus                                                     | 1898               |          |                   |                  | Có             |
| Giáo hoàng Mark                                                            | 336                |          | Có                | Có               | Có             |
| Mark thành Ephesus                                                         | 1444               |          |                   | Có               |                |
| Mark, Tông đồ Thánh sử                                                     | 68                 | Có       | Có                | Có               | Có             |
| Maron                                                                      | 410                |          |                   | Có               | Có             |
| Martha                                                                     | 1st Cent.          | Có       | Có                | Có               | Có             |
| Martin thành Tours                                                         | 397                | Có       | Có                | Có               | Có             |
| Martin de Porres                                                           | 1639               |          |                   |                  | Có             |
| Pope Martin I                                                              | 655                |          | Có                | Có               | Có             |
| Maurontius thành Douai                                                     | kh. 700            |          |                   |                  | Có             |
| The Virgin Mary (Blessed Virgin Mary)                                      | 1st Cent.          | Có       | Có                | Có               | Có             |
| Các Thánh tử đạo Thái Lan                                                  | 1940               |          |                   |                  | Có             |
| Maria Madalena                                                             | 1st Cent.          | Có       | Có                | Có               | Có             |
| Maria thành Bethany                                                        | 1st Cent.          | Có       | Có                | Có               | Có             |
| Mary thành Clopas                                                          | 1st Cent.          | Có       | Có                | Có               | Có             |
| Brigid thành Kildare                                                       | 525                |          |                   | Có               | Có             |
| Maria Ai Cập                                                               | ca. 421            | Có       | Có                | Có               | Có             |
| Matheos the Poor                                                           | 1408               |          | Có                |                  |                |
| Mátthêu, Tông đồ Thánh sử                                                  | 1st Cent.          | Có       | Có                | Có               | Có             |
| Mátthia                                                                    | 80                 | Có       | Có                | Có               | Có             |
| Maturinus                                                                  | kh. 300            |          |                   | Có               | Có             |
| Maurice                                                                    | 287                |          | Có                | Có               | Có             |
| Maximillian Kolbe                                                          | 1941               | Có       |                   |                  | Có             |
| Maximus thành Turin                                                        | 465                |          |                   | Có               | Có             |
| Maximus the Confessor                                                      | 662                |          |                   | Có               | Có             |
| Maximus Hy Lạp                                                             | 523                |          |                   | Có               |                |
| Melania the Elder                                                          | 410                |          | Có                | Có               | Có             |
| Melania the Younger                                                        | 439                |          | Có                | Có               | Có             |
| Menas                                                                      | 309                |          | Có                | Có               | Có             |
| Methodius equal to the Apostles, teacher thành the Slavs                   | 885                | Có       |                   | Có               | Có             |
| Micae, Tổng lãnh thiên thần                                                | archangel          | Có3      | Có                | Có               | Có             |
| Micae Hồ Đình Hy                                                           | 1857               |          |                   |                  | Có             |
| Michael de Sanctis                                                         | 1625               |          |                   |                  | Có             |
| Miguel Febres Cordero                                                      | 1910               |          |                   |                  | Có             |
| Milburga thành Wenlock                                                     | 715                | Có       |                   | Có               | Có             |
| Pope Miltiades                                                             | 314                |          | Có                | Có               | Có             |
| Modwen                                                                     |                    |          |                   |                  |                |
| Mônica thành Hippo                                                         | 387                | Có       | Có                | Có               | Có             |
| Moses                                                                      | Bronze Age         |          | Có                | Có               | Có             |
| Mother Maria                                                               | 1945               |          | Có                | Có               |                |

## N
| Thánh                             | Ngày tháng chết | Anh giáo | Oriental Orthodox | Eastern Orthodox | Công giáo Rôma |
| --------------------------------- | --------------- | -------- | ----------------- | ---------------- | -------------- |
| Narcisa de Jesus Martillo Moran   | 1869            |          |                   |                  | Có             |
| Narcissus thành Jerusalem         | ca. 222         |          |                   | Có               | Có             |
| Naum thành Preslav                | Dec. 23, 910    |          |                   | Có               |                |
| Nectan thành Hartland             | kh. 510         | Có       |                   |                  | Có             |
| Neot                              | ca. 870         |          |                   | Có               | Có             |
| Nicephorus thành Constantinopolis | 828             |          |                   | Có               | Có             |
| Pope Nicholas I                   | 867             |          | Có                | Có               | Có             |
| Nicholas thành Flüe               | 1487            |          |                   |                  | Có             |
| Nicholas Nhật Bản                 | 1912            |          |                   | Có               |                |
| Nicholas thành Lesvos             | 1463            |          |                   | Có               |                |
| Nicôla thành Myra (Ông già Noel)  | 343             | Có       | Có                | Có               | Có             |
| Nikolai II của Nga                | 1918            |          |                   | Có               |                |
| Nicodemus                         | 1st Cent.       |          |                   | Có               | Có             |
| Nikola Tavelić                    | 1391            |          |                   |                  | Có             |
| Nikolai thành Žiča                | 1956            |          |                   | Có               |                |
| Nil Sorsky                        | 1508            |          |                   | Có               |                |
| Nilus the Younger                 | 1005            |          |                   | Có               | Có             |
| Nimattullah Kassab Al-Hardini     | 1858            |          |                   |                  | Có             |
| Ninian                            | 432             | Có       |                   | Có               | Có             |
| Nino Enlightener thành Georgia    | ca. 338 or 340  |          | Có                | Có               | Có             |
| Noël Chabanel                     | 1649            |          |                   |                  | Có             |
| Nonna thành Nazianzus             | 374             |          | Có                | Có               | Có             |
| Nothelm thành Canterbury          | 739             | Có       |                   | Có               | Có             |

## O
| Thánh                     | Ngày tháng chết | Anh giáo | Oriental Orthodox | Eastern Orthodox | Công giáo Rôma |
| ------------------------- | --------------- | -------- | ----------------- | ---------------- | -------------- |
| Odile                     | 720             |          |                   | Có               | Có             |
| Odo thành Cluny           | 942             |          |                   | Có               | Có             |
| Olaf II thành Norway      | 1030            |          |                   |                  | Có             |
| Olga Nikolayevna của Nga  | 1918            |          |                   | Có               |                |
| Onuphrius                 | 4th Cent.       |          | Có                | Có               | Có             |
| Opportuna thành Montreuil | 770             |          |                   |                  | Có             |
| Oswald thành Northumbria  | 642             | Có       |                   | Có               | Có             |
| Osyth                     | 653             |          |                   | Có               | Có             |
| Ouen (Dado)               | 686             |          |                   | Có               | Có             |

## P
| Thánh                                         | Ngày tháng chết   | Anh giáo | Oriental Orthodox | Eastern Orthodox | Công giáo Rôma |
| --------------------------------------------- | ----------------- | -------- | ----------------- | ---------------- | -------------- |
| Pachomius the Great                           | 348               |          |                   | Có               | Có             |
| Pancras thành Rome                            | kh. 304           |          |                   | Có               | Có             |
| Pantaleon (Panteleimon)                       | 303               | Có       | Có                | Có               | Có             |
| Papias                                        | 155               |          |                   | Có               | Có             |
| Paraskevi thành Rome                          | 2nd Cent.         |          |                   | Có               |                |
| Paraskevi the Samaritan                       | between 54 and 63 |          |                   | Có               |                |
| Paraskevi thành Iconium                       | 3rd Cent.         |          |                   | Có               |                |
| Paraskeva the Younger                         | 11th Cent.        |          |                   | Có               |                |
| Paschal I                                     | 824               |          |                   | Có               | Có             |
| Paschal Baylon                                | 1592              |          |                   |                  | Có             |
| Patrick                                       | ca. 5th Cent.     | Có       | Có                | Có               | Có             |
| Paul I                                        | 767               |          |                   | Có               | Có             |
| Paul Chong Hasang                             | 1839              |          |                   |                  | Có             |
| Phaolô Miki                                   | 1597              |          |                   |                  | Có             |
| Phaolô Thánh giá                              | 1775              |          |                   |                  | Có             |
| Phaolô Tông đồ                                | ca. 67            | Có       | Có                | Có               | Có             |
| Paul thành Thebes                             | 345               |          | Có                | Có               | Có             |
| Paula                                         | 404               |          |                   |                  | Có             |
| Paulina thành the Agonizing Heart thành Jesus | 1942              |          |                   |                  | Có             |
| Paulinus thành Nola                           | 431               |          |                   | Có               | Có             |
| Paulinus thành York                           | 584               | Có       |                   | Có               | Có             |
| Pavel thành Taganrog                          | 1879              |          |                   | Có               |                |
| Perpetua and her companions                   | ca. 209-211       | Có       | Có                | Có               | Có             |
| Phêrô                                         | ca. 64            | Có       | Có                | Có               | Có             |
| Peter the Aleut                               | ca. 1815          |          |                   | Có               |                |
| Peter thành Alexandria                        | 311               |          | Có                | Có               | Có             |
| Peter Canisius                                | 1597              |          |                   |                  | Có             |
| Peter de Betancur                             | 1667              |          |                   |                  | Có             |
| Peter Chanel                                  | 1841              |          |                   |                  | Có             |
| Phêrô Kim Ngôn                                | 450               |          |                   |                  | Có             |
| Peter Claver                                  | 1654              |          |                   |                  | Có             |
| Peter Julian Eymard                           | 1868              |          |                   |                  | Có             |
| Peter thành Sebaste                           | 391               |          |                   | Có               |                |
| Petroc                                        | 564               | Có       |                   | Có               |                |
| Petrus Canisius                               | 1597              |          |                   |                  | Có             |
| Philípphê Tông đồ                             | ca. 80            | Có       | Có                | Có               | Có             |
| Philip thành Agira                            | ca. 5th Cent.     |          |                   | Có               | Có             |
| Philip Benizi de Damiani                      | 1285              |          |                   |                  | Có             |
| Philomena                                     | ca. 4th Cent.     |          |                   |                  | Có             |
| Philonella                                    | kh. 100           |          |                   | Có               |                |
| Philothei                                     | 1589              |          |                   | Có               |                |
| Phocas                                        | ?303              |          |                   | Có               | Có             |
| Phoebe                                        | 1st-2nd century   | Có       | Có                | Có               | Có             |
| Photios thành Constantinople                  | 893               |          |                   | Có               |                |
| Pierre Borie                                  | 1838              |          |                   |                  | Có             |
| Pio thành Pietrelcina                         | 1965              |          |                   |                  | Có             |
| Piran                                         | 6th Cent.         |          |                   | Có               | Có             |
| Pistis (Faith)                                | 2nd Cent.         |          | Có                | Có               | Có             |
| Pius V                                        | 1572              |          |                   |                  | Có             |
| Pius X                                        | 1914              |          |                   |                  | Có             |
| Polycarp thành Smyrna                         | ca. 155           | Có       | Có                | Có               | Có             |
| Polyxena                                      | 1st Cent.?        |          |                   | Có               | Có             |
| Pontius Pilate                                | 1st Cent.         |          | Có5               |                  |                |
| Pontian                                       | 235               |          |                   | Có               | Có             |
| Porphyry thành Gaza                           | 420               |          |                   | Có               |                |
| Praejectus                                    | 676               |          |                   | Có               | Có             |
| Prætextatus (Bishop thành Rouen)              | 586               |          |                   |                  | Có             |
| Proculus                                      | 320               |          |                   |                  | Có             |
| Pyr                                           | 6th Cent.         |          |                   |                  | Có             |

## Q
| Thánh                 | Ngày tháng chết | Anh giáo | Oriental Orthodox | Eastern Orthodox | Công giáo Rôma |
| --------------------- | --------------- | -------- | ----------------- | ---------------- | -------------- |
| Quentin               | 287             |          |                   | Có               | Có             |
| Quinidius             | 579             |          |                   |                  | Có             |
| Quintian              | kh. 525         |          |                   |                  | Có             |
| Quintus thành Phrygia | 285             |          |                   |                  | Có             |
| Quiricus              | 304             |          | Có                | Có               | Có             |
| Quirinus thành Rome   | 303             |          |                   |                  | Có             |
| Quodvultdeus          | kh. 450         |          |                   |                  | Có             |

## R
| Thánh                        | Ngày tháng chết | Anh giáo | Oriental Orthodox | Eastern Orthodox | Công giáo Rôma |
| ---------------------------- | --------------- | -------- | ----------------- | ---------------- | -------------- |
| Racho thành Autun            | kh. 660         |          |                   |                  | Có             |
| Radegund                     | 586             | Có       |                   |                  | Có             |
| Rafael Guizar Valencia       | 1938            |          |                   |                  | Có             |
| Rainerius                    | kh. 1160        |          |                   |                  | Có             |
| Raphael thành Lesvos         | 1463            |          |                   | Có               |                |
| Rafqa Pietra Choboq Ar-Rayès | 1914            |          |                   |                  | Có             |
| Thiên thần Raphael           | thiên thần      |          | Có                | Có               | Có             |
| Raphael Kalinowski           | 1907            |          |                   |                  | Có             |
| Raphael thành Brooklyn       | 1915            |          |                   | Có               |                |
| Regina                       | 286             |          |                   |                  | Có             |
| Remigius thành Reims         | 533             |          |                   | Có               | Có             |
| Remigius thành Rouen         | 771             |          |                   |                  | Có             |
| René Goupil                  | 1642            |          |                   |                  | Có             |
| Richard thành Chichester     | 1253            | Có       |                   |                  | Có             |
| Rictrude                     | 688             |          |                   |                  | Có             |
| Rita thành Cascia            | 1457            |          |                   |                  | Có             |
| Robert Bellarmine            | 1621            |          |                   |                  | Có             |
| Roderick                     | 857             |          |                   |                  | Có             |
| Rognvald Kali Kolsson        | 1158            |          |                   |                  | Có             |
| Romedius                     | 4th Cent.       |          |                   |                  | Có             |
| Romuald                      | 1027            |          |                   | Có               | Có             |
| Roque González de Santa Cruz |                 |          |                   | Có               |                |
| Rosalia thành Palermo        | 1166            |          |                   |                  | Có             |
| Rosa thành Lima              | 1617            |          |                   |                  | Có             |
| Rose Venerini                | 1728            |          |                   |                  | Có             |
| Rufinus thành Assisi         | 3rd Cent.?      |          |                   |                  | Có             |

## S
| Thánh                       | Ngày tháng chết      | Anh giáo | Oriental Orthodox | Eastern Orthodox | Công giáo Rôma |
| --------------------------- | -------------------- | -------- | ----------------- | ---------------- | -------------- |
| Sabbas the Goth             | 373                  |          | Có                | Có               | Có             |
| Sabbas the Sanctified       | 531/532              |          |                   | Có               | Có             |
| Sadalberga                  | 665                  |          |                   |                  | Có             |
| Saethryth                   | Có                   |          |                   | Có               |                |
| Salonius                    | 5th century          |          |                   |                  | Có             |
| Salvius                     | kh. 580              |          |                   |                  | Có             |
| Samson thành Dol            | 6th century          |          |                   |                  | Có             |
| Sarah the Martyr            | kh. 304              |          | Có                |                  |                |
| Sava thành Serbia           | 1236                 |          | Có                | Có               |                |
| Scholastica                 | 543                  |          |                   | Có               | Có             |
| Seaxburh thành Ely          | kh. 699              |          |                   |                  | Có             |
| Sêbastianô                  | 287                  |          | Có                | Có               | Có             |
| Selaphiel the Angel         |                      |          | Có                |                  |                |
| Sennen                      | 250?                 |          |                   |                  | Có             |
| Seraphina                   | 1253                 |          |                   | Có               |                |
| Seraphim thành Sarov        | 1833                 |          |                   | Có               |                |
| Serapion thành Antioch      | 211                  |          | Có                | Có               | Có             |
| Serapion Scholasticus       | ca. 350              |          | Có                | Có               | Có             |
| Sergius                     | ca. 303              |          | Có                | Có               | Có             |
| Pope Sergius I              | 701                  |          | Có                | Có               | Có             |
| Sergius thành Valaam        | 10-14th century      |          |                   | Có               |                |
| Sergius thành Radonezh      | 1392                 |          |                   | Có               |                |
| Servatius                   | ca. 384              |          |                   | Có               | Có             |
| Severinus thành Noricum     | 482                  |          |                   |                  | Có             |
| Sharbel Makhluf             | 1898                 |          |                   |                  | Có             |
| Silas                       | 50                   | Có       | Có                | Có               | Có             |
| Pope Silverius              | 537                  |          | Có                | Có               | Có             |
| Simeon the Righteous        | ca. 1st Cent.        |          | Có                | Có               | Có             |
| Simeon Mirotocivi           | 1199                 |          |                   | Có               |                |
| Simeon Stylites             | 459                  |          | Có                | Có               | Có             |
| Simon the Tanner            | late 10th Century    |          | Có                |                  |                |
| Simon Quá Khích             | late 1st Century     | Có       | Có                | Có               | Có             |
| Simeon the Holy Fool        | 4-th century         |          | Có                | Có               |                |
| Simplicius                  | 302 or 303           |          | Có                | Có               | Có             |
| Pope Simplicius             | 483                  |          |                   | Có               | Có             |
| Pope Siricius               | 399                  |          |                   | Có               | Có             |
| Pope Sixtus I               | 126 or 128           |          | Có                | Có               | Có             |
| Pope Sixtus II              | 258                  |          |                   | Có               | Có             |
| Pope Sixtus III             | 440                  |          |                   | Có               | Có             |
| Spyridon thành Trimythous   | 348                  |          | Có                | Có               | Có             |
| Sophia (Wisdom)             | 2nd Cent.?           |          | Có                | Có               | Có             |
| Sophronius                  | 638                  |          |                   | Có               |                |
| Pope Soter                  | ca. 174              |          |                   | Có               | Có             |
| Stêphanô                    | ca. 35               | Có       | Có                | Có               | Có             |
| Pope Stephen I              | 257                  |          | Có                | Có               | Có             |
| Stêphanô Hungary            | 1038                 |          |                   |                  | Có             |
| Stêphanô thành Piperi       | 1697                 |          |                   | Có               |                |
| Stêphanô Pongracz           | 1619                 |          |                   |                  | Có             |
| Stylianos thành Paphlagonia | ca. 6th or 7th Cent. |          |                   | Có               |                |
| Susanna                     | 1st Cent.            |          | Có                | Có               | Có             |
| Swithun thành Winchester    | 862                  | Có       |                   | Có               | Có             |
| Pope Sylvester I            | 335                  |          | Có                | Có               | Có             |
| Symeon Metaphrastes         | 10th Cent.?          |          | Có                | Có               |                |
| Symeon the New Theologian   | 1022                 |          |                   | Có               |                |
| Pope Symmachus              | 514                  |          | Có                | Có               | Có             |

## T
| Thánh                                             | Ngày tháng chết    | Anh giáo | Giáo Hội Roma | Oriental Orthodox | Eastern Orthodox | Công giáo Rôma |
| ------------------------------------------------- | ------------------ | -------- | ------------- | ----------------- | ---------------- | -------------- |
| Tatiana thành Rome                                | 226-235 CN         | Có       |               | Có                | Có               | Có             |
| Tekle Haymanot                                    | ca. 1313           |          |               | Có                |                  |                |
| Tarasios thành Constantinople                     | 806                |          |               |                   | Có               | Có             |
| Tatyana Nikolayevna của Nga                       | 1918               |          |               |                   | Có               |                |
| Pope Telesphorus                                  | ca. 137            |          |               |                   | Có               | Có             |
| Terenzio thành Pesaro                             | ca.250             |          |               |                   |                  | Có             |
| Teresa thành Avila                                | 1582               | Có       |               |                   |                  | Có             |
| Teresa de los Andes                               | 1920               |          |               |                   |                  | Có             |
| Thecla thành Iconium                              | ca. 1st Cent.?     |          |               | Có                | Có               | Có             |
| Theodgarus thành Vestervig (also Thøger/Dieter)   | 1065               |          |               |                   |                  | Có             |
| Theodore thành Amasea (the Recruit)               | 306                |          |               | Có                | Có               | Có             |
| Théodore Guérin                                   | 1856               |          |               |                   |                  | Có             |
| Theodore Romzha                                   | 1947               |          |               |                   |                  | Có             |
| Theodore the Studite                              | 826                |          |               | Có;               | Có               | Có             |
| Theodosius thành Kiev                             | 11th Cent.         |          |               |                   | Có               |                |
| Theophan the Recluse                              | 1894               |          |               |                   | Có               |                |
| Theophanes the Confessor                          | 810s               |          |               |                   | Có               | Có             |
| Têrêsa Hài đồng Giêsu                             | 1897               |          |               |                   |                  | Có             |
| Tôma Tông đồ                                      | ca. 72             | Có       |               | Có                | Có               | Có             |
| Thomas Aquinas                                    | 1274               | Có       |               |                   |                  | Có             |
| Tôma Becket                                       | 1170               | Có       |               |                   |                  | Có             |
| Thomas More                                       | 1535               | Có4      |               |                   |                  | Có             |
| Tikhon Mạc Tư Khoa                                | 1925               |          |               |                   | Có               |                |
| Tikhon thành Zadonsk                              | 1783               |          |               |                   | Có               |                |
| Thánh Ti-mô-thê                                   | ca. 80             | Có       |               | Có                | Có               | Có             |
| Titô (phụ tá thánh Phaolô)                        | ca. 107            | Có       |               | Có                | Có               | Có             |
| Trinian (also Trinnean. Gaelic form thành Ninian) | 432                | Có       |               |                   | Có               | Có             |
| Trthànhimena                                      | 3rd century        |          |               |                   |                  | Có             |
| Tryphon                                           | ca. 248            |          |               |                   | Có               |                |
| Turibius thành Mongrovejo                         | 1606               |          |               |                   |                  | Có             |
| Tychicus                                          | 1 century A.D.     | Có       |               | Có                | Có               | Có             |
| Tydfil                                            | ca. 480            | Có       |               |                   |                  | Có             |
| Teresa(Mẹ Têrêsa)                                 | 5 tháng 9 năm 1997 |          | Có            |                   |                  |                |

## U
| Thánh                         | Ngày tháng chết | Anh giáo | Oriental Orthodox | Eastern Orthodox | Công giáo Rôma |
| ----------------------------- | --------------- | -------- | ----------------- | ---------------- | -------------- |
| Ubald                         | 1160            |          |                   |                  | Có             |
| Ulrich thành Augsburg         | 973             |          |                   | Có               | Có             |
| Pope Urban I                  | 230             |          |                   | Có               | Có             |
| Urbicius                      | kh. 805         |          |                   |                  | Có             |
| Uriel the Archangel           | archangel       |          |                   | Có               |                |
| Ursicinus thành Brescia       | 347             |          |                   |                  | Có             |
| Ursicinus thành Ravenna       | kh. 67          |          |                   |                  | Có             |
| Ursicinus thành Thánh-Ursanne | 625             |          |                   |                  | Có             |
| Ursmar                        | 713             |          |                   |                  | Có             |
| Ursula                        | 383?            |          |                   | Có               | Có             |
| Ursula Ledóchowska            | 1939            |          |                   |                  | Có             |

## V
| Thánh                        | Ngày tháng chết     | Anh giáo | Oriental Orthodox | Eastern Orthodox | Công giáo Rôma |
| ---------------------------- | ------------------- | -------- | ----------------- | ---------------- | -------------- |
| Vartan Mamigonian            | 451                 |          | Có                |                  |                |
| Varvara Yakovleva            | 1918                |          |                   | Có7              |                |
| Venantius Fortunatus         | kh. 600 or 609      |          |                   |                  | Có             |
| Véran                        | 590                 |          |                   |                  | Có             |
| Veronica                     | 1st Cent.?          |          |                   | Có               | Có             |
| Veronica thành Milan         | 13 tháng 1 năm 1497 |          |                   |                  | Có             |
| Veronica Giuliani            | 09/7/1927           |          |                   |                  | Có             |
| Vibiana                      | 3rd Cent.           |          |                   |                  | Có             |
| Vicelinus                    | 1154                |          |                   |                  | Có             |
| Vicente Liem de la Paz       | 1773                |          |                   |                  | Có             |
| Pope Victor I                | 199                 |          | Có                |                  | Có             |
| Victoria                     | 304                 |          |                   |                  | Có             |
| Vincent Ferrer               | 1419                |          |                   |                  | Có             |
| Vincent thành Lérins         | 445                 | Có       |                   | Có               | Có             |
| Vinh Sơn Phaolô              | 1660                | Có       |                   |                  | Có             |
| Vincent thành Saragossa      | 304                 |          |                   |                  | Có             |
| Vergilius thành Salzburg     | 784                 |          |                   |                  | Có             |
| Virginia Centurione Bracelli | 1651                |          |                   |                  | Có             |
| Pope Vitalian                | 672                 |          |                   | Có               | Có             |
| Các Thánh tử đạo Việt Nam    | 1625–1886           |          |                   |                  | Có             |
| Vitalis thành Assisi         | 1370                |          |                   |                  | Có             |
| Vitonus                      | 525                 |          |                   |                  | Có             |
| Vitus                        | 303                 |          | Có                | Có               | Có             |
| Vladimir thành Kiev          | 1015                | Có       |                   | Có               | Có             |

## W
| Thánh                     | Ngày tháng chết        | Anh giáo | Oriental Orthodox | Eastern Orthodox | Công giáo Rôma |
| ------------------------- | ---------------------- | -------- | ----------------- | ---------------- | -------------- |
| Wallace                   | Disputed c.4th century |          |                   | Có               | Có             |
| Waningus                  | 683                    |          |                   |                  | Có             |
| Werburgh                  | 699                    |          |                   | Có               | Có             |
| Wiborada                  | 926                    |          |                   |                  | Có             |
| Wilfrid thành Ripon       | 709                    | Có       |                   | Có               | Có             |
| William thành Perth       | 1201                   |          |                   |                  | Có             |
| William thành York        | 1154                   |          |                   |                  | Có             |
| William Wilberforce       | 1833                   | Có       |                   |                  |                |
| Willibrord                | 739                    | Có       | Có                | Có               | Có             |
| Wolfeius                  | ca. 11th Cent.         | Có       | Có                | Có               | Có             |
| Wolfgang thành Regensburg | 994                    |          |                   | Có               | Có             |
| Wolfhelm thành Brauweiler | 1091                   |          |                   |                  | Có             |

## X
| Thánh                          | Ngày tháng chết | Anh giáo | Oriental Orthodox | Eastern Orthodox | Công giáo Rôma |
| ------------------------------ | --------------- | -------- | ----------------- | ---------------- | -------------- |
| Xanthippe                      | 1st Cent.?      |          |                   | Có               | Có             |
| Xenia the Righteous thành Rome | 5th century     |          |                   | Có               |                |
| Xenia St.Petersburg            | ca. 1803        |          |                   | Có7              |                |
| Xenophon thành Robika          | 1262            |          |                   | Có               |                |

## Y
| Thánh                | Ngày tháng chết | Anh giáo | Oriental Orthodox | Eastern Orthodox | Công giáo Rôma |
| -------------------- | --------------- | -------- | ----------------- | ---------------- | -------------- |
| Yaropolk Izyaslavich | 1087            |          |                   | Có               |                |
| Yegor Chekryakovsky  | 1928            |          |                   | Có               |                |
| Yrieix               | 591             |          |                   | Có               | Có             |

## Z
| Thánh                   | Ngày tháng chết | Anh giáo | Oriental Orthodox | Eastern Orthodox | Công giáo Rôma |
| ----------------------- | --------------- | -------- | ----------------- | ---------------- | -------------- |
| Pope Zachary            | 752             |          |                   | Có               | Có             |
| Zdislava Berka          | 1252            |          |                   |                  | Có             |
| Zechariah               | 1st Century     | Có       | Có                | Có               | Có             |
| Zenaida                 | 1st cent        |          |                   | Có               |                |
| Zeno thành Verona       | 371 or 380      |          |                   |                  | Có             |
| Zenobius thành Florence | 417             |          |                   |                  | Có             |
| Pope Zephyrinus         | 217             |          |                   | Có               | Có             |
| Zita                    | 1272            |          |                   |                  | Có             |
| Zoe thành Rome          | kh. 286         |          |                   |                  | Có             |
| Zthànhia Szydłowiecka   | 1551            |          |                   |                  | Có             |
| Zoilus                  | 304             |          |                   |                  | Có             |
| Zosimas thành Palestine | 560             |          | Có                | Có               |                |
| Pope Zosimus            | 418             |          |                   | Có               | Có             |
| Zygmunt Gorazdowski     | 1920            |          |                   |                  | Có             |